# Куваш (приток Ая)
Кува́ш — река в России, протекает по Златоустовскому району Челябинской области. Левый приток верхнего течения Ая.
Длина реки — 41 км. Площадь водосборного бассейна — 312км². Течёт по территории Златоустовского городского округа. Высота устья — 360 м над уровнем моря.
Берёт начало на западном предгорье хребта Уреньга. Устье близ села Куваши. Имеется левый приток — река Чёрная.
Код водного объекта в государственном водном реестре — 10010201012111100021559.
Возможно, название восходит к башкирско-татарскому личному имени тюркского происхождения Кубаш.